# Springtime (deutsche Band)
Springtime ist eine deutsche Hardcoreband. Sie wurde im Frühjahr 2001 gegründet. Die Bandmitglieder stammen aus Trier.
Auf ihrem Debütalbum Stones in my passway zollt die Band Tribut an den bekannten Blues-Gitarristen Robert Johnson. Es ist als Konzeptalbum angelegt. Das Cover/Artwork stammt von Rafael Lopez, einem Künstler aus Kalifornien. Erschienen ist das Album bei Al Piper Records (Bitburg) und Hazzard Records (Florida), mit denen Springtime seit längerem befreundet sind. 
Aufgrund beruflicher Veränderungen macht die Band zurzeit eine langfristige Pause. Ob und wie es weitergeht wollte niemand der Bandmitglieder kommentieren.

## Diskografie

### Demos
- 2002: ...of coming and falling MCD

### Alben
- 2003: Split EP Springtime/mit Jupiter Jones
- 2005: Stones in my passway

### Samplerbeiträge
- 2003: Freeware Sampler #3 Sampler
- 2003: Eastpak's Pro Punkrocker 2 Sampler
- 2003: Friends don´t eat each other>>>Free Animal Tape Sampler
- 2005: Three Labels That Are Better Than No Idea Records Sampler